# Brunet wieczorową porą
Pour plus de détails, voir Fiche technique et Distribution.
Brunet wieczorowa porą (Un brun, un soir) est un film polonais de Stanisław Bareja sorti en salles le 18 octobre 1976.

## Synopsis
Michał Roman est impliqué dans plusieurs situations absurdes. Les prédictions incroyable d'une Gitane, qu'il ne prend pas au sérieux commencent à se réaliser. La plus grave est la prophétie selon laquelle il doit tuer un brun qui apparaîtra dans son appartement le soir. Avec un ami, il tente d'empêcher le crime inévitable. Pour éviter le malheur imminent, le héros quitte la maison. Cependant, le destin l'atteint - tout indique qu'il devient accidentellement le tueur d'un homme, Dzidek Krępak, qui est apparu dans sa maison. Malgré diverses adversités, le héros parvient à découvrir le véritable meurtrier.

## Fiche technique
- Titre original : Brunet wieczorową porą
- Réalisation : Stanisław Bareja
- Scénario : Stanisław Bareja, Andrzej Kill
- Musique : Waldemar Kazanecki
- Photographie : Wiesław Zdort
- Montage : Krystyna Rutkowska
- Décors : Allan Starski
- Costumes: Anna B. Sheppard
- Société de production : Zespół Filmowy „Pryzmat”
- Pays d'origine :  Pologne
- Langues originales : polonais
- Genre : Comédie
- Format : couleur - son mono
- Durée : 90 minutes
- Dates de sortie : 18 octobre 1976

## Distribution
- Krzysztof Kowalewski – Michał Roman
- Wojciech Pokora – Kowalski, le voisin de Michał Roman
- Janina Traczykówna – Lucyna Barańczak, la voisine de Michał Roman
- Wiesław Gołas – Kazik Malinowski, l'ami de Michał Roman
- Bohdan Łazuka – l'homme qui décroche le téléphone
- Ryszard Pietruski – Dzidek Krępak de Ciechocinek
- Bożena Dykiel – Anna Roman, la femme de Michał
- Jan Kobuszewski – le chauffeur de camion
- Józef Nalberczak – le chauffeur
- Janusz Bylczyński – chef de boucherie
- Jerzy Cnota – l'homme au restaurant
- Maria Chwalibóg – la voisine de Michał Roman
- Zofia Czerwińska – Jola, la femme appelée par erreur par Michał Roman
- Andrzej Fedorowicz – monsieur Jurek, propriétaire du garage
- Stanisław Gawlik – Barańczak, un voisin de Michał Roman
- Zofia Grabińska – Stasiakowa, femme de ménage au musée
- Jan Himilsbach – monsieur Jasio
- Andrzej Chrzanowski – le professionnel de la télévision
- Anna Jaraczówna – une voisine de Michał Roman
- Juliusz Kalinowski – le grand-père
- Jerzy Karaszkiewicz – Stasiek, le poivrot au garage
- Mirosława Krajewska – Irena Kowalczyk, la sœur d'Anna Roma
- Emilia Krakowska – l'institutrice au musée
- Krystyna Loska – l'animatrice de télévision
- Jolanta Lothe – la caissière au cinéma
- Edward Lach – le poivrot dans le bus, Wacek
- Marian Łącz – le guichetier au cinéma
- Bogdan Łysakowski – le voisin de Michał Roman
- Krzysztof Majchrzak – le spectateur au cinéma
- Zdzisław Maklakiewicz – le conservateur du musée
- Borys Marynowski – le milicien dans le bus
- Marek Nowakowski – le chapeau noir
- Jerzy Moes – lieutenant qui arrête Kowalski
- Józef Osławski – le chauffeur de taxi
- Tadeusz Pluciński – le chef de restaurant
- Ewa Pokas – la fille au cinéma
- Eugeniusz Priwieziencew – le laitier
- Bogusław Stokowski – le poivrot Zdzisiek
- Jan Suzin – l'animateur de télévision
- Andrzej Szenajch – un voisin de Michał Roman
- Wojciech Zagórski – un employé du commutateur téléphonique
- Zdzisław Szymborski – le serveur Stefan
- Krzysztof Świętochowski – l'employé du magasin faisant l'inventaire
- Jan Tatarski – l'apprenti Jasiu
- Hanna Balińska – la vendeuse
- Jan Bareja – le garçon récitant une poésie